# Euá
Euá (auch Ewá, Iewá, Yewá) ist eine Wassergöttin, ein Orixá des brasilianischen Candomblé, die sich als Fluss, klarer Regen und Nebel manifestiert.
Sie erhielt ihren Namen vom gleichnamigen Fluss Yewa im Bundesstaat Ogun in Nigeria. Pierre Fatumbi Verger erwähnt sie als eine Form von Iemanjá.
Sie wird gegrüßt mit „Riró!“

## Legenden
Die Legende Euá verwandelt sich in Nebel / Euá tranforma-se na névoa erzählt von der Verwandlung von Euá in Nebel folgendermaßen: „Und, zum Erstaunen von allen, löste die Prinzessin sich auf. Sie verschwand, verlor ihre Form, bis sie völlig verdunstete und in dichten und weißen Nebel verwandelte. Und der undurchdringliche Nebel von Euá verteilte sich über die Erde.“
Die Legende Euá verwandelt sich in eine Quelle und löscht den Durst ihrer Kinder / Euá transforma-se numa fonte e sacia a sede dos filhos erzählt davon, wie Euá sich in Wasser verwandelt, als sie sich mit ihren zwei Kindern im Wald verliert und sie zu verdursten drohen, bis sie sich verwandelt, um ihr Leben zu retten.
Euá ist – je nach Legende unterschiedlich erzählt – die Tochter, Enkelin oder Zwillingsschwester von Nanã, die Tochter von Obatalá (Obatala), die Schwester von Ossaim, Obaluaê (Babalú Ayé) und Oxumaré (Oshumaré), ist mit Orunmilá (Orunmila), Oxumarê (Oshumaré) und Omolu (Babalú Ayé) verheiratet und hat einen Sohn, Xangô.
Es gibt unterschiedliche Qualitäten von Euá: Euá Gebeuyin, Euá Gyran, Euá Awò, Euá Bamio, Euá Fagemy, Euá Salamim.

## Symbol
Euá ist eine Kämpferin und trägt ein Schwert als dessen Symbol. Doch ist dieser ihr sehr eigene Kampf so stark und gleichzeitig so sanft wie das Wasser. Euá symbolisiert diese Art des Widerspruchs, der sich in ihr vereint: Kampf und Umarmung; introvertierte Selbsterkenntnis und extrovertierte Freiheit.
Diese Übergänge zeigen sich in ihr auch in ihrer natürlichen Manifestation: dem Übergang von Erde und Himmel, dem von Wasser zu Luft (dem Nebel), dem von Leben und Tod und dem von Wirklichkeit und Träumen.
Euá repräsentiert das Wissen um die zwei Welten, die weibliche Zahl zwei, die Künste und die wahrnehmende Intelligenz. Die ihr Geweihten sind hellsichtig und können die symbolische Deutung der Welt erschlüsseln.

## Erscheinungsbild
Euá ist ein sehr seltener Orixá, der sich nur ganz wenigen zeigt, wenn sie ihre Schüchternheit ablegt und Vertrauen findet. Sie tendiert daher auch zur Androgynität, die lieber verzichtet als sich zu vergeben. Nur wenn es ihr wirklich etwas wert ist, ist sie leidenschaftlich und hingebungsvoll.
Wie es die Legende Euá verwandelt sich in eine Quelle und löscht den Durst ihrer Kinder / Euá transforma-se numa fonte e sacia a sede dos filhos berichtet, sind die ihr Geweihten, ihre sogenannten Töchter und Söhne (bras.: filhas- e filhos-de-santo), bescheiden bis hin zur Selbstlosigkeit.
Euá ist eine Pionierin. Sie regt Wandel an, geht neue Wege, ist aber keine Anführerin. Weil sie die Einsamkeit und Stille liebt und nicht im Mittelpunkt steht, geht sie ihre eigenen Wege alleine, die erst später von anderen wahrgenommen werden.
Neben Iansã (Oyá) und Nanã ist auch sie eine Todesgöttin, aber auf eine andere Art und Weise. Euá hat einen direkten Bezug zum Tod und herrscht über die Friedhöfe. Euá geht leichter mit dem Tod um als Nanã, die ihn repräsentiert und in Schranken setzen kann. Während Nanã das Wasser im Schlamm ist und eine Schwere in ihrem Charakter zeigt, ist Euá der vom Himmel fallende Regen. Euá läuft zwischen den Welten der Toten und der Lebenden wie selbstverständlich herum. Das Schwere wirkt bei ihr sehr leicht. Sie lebt mit der Umarmung des Todes, obwohl ihr das niemand ansieht.
Daher wird sie auch mit der Unsichtbarkeit in Bezug gesetzt, der sich auf den Tod, aber auch auf die Kunst bezieht, dessen Schützerin sie ist. Durch die Künste kann die Unsichtbarkeit sichtbar werden.